# Festes Populars de Cultura Pompeu Fabra
Festa literària que es gestà en la celebració de l'any Fabra de 1968, realitzat amb motiu del centenari del naixement de Pompeu Fabra, i molt especialment en el curs del XXV Concurs Parroquial de Poesia de Cantonigròs. Joan Ballester i Canals proposà donar continuïtat a l'any Fabra sota una nova forma i Joan Triadú i Font, Avel·lí Ibàñez i Sensarrich i Josep Oriol Panyella i Cortès assumiren el repte, amb el suport d'Òmnium Cultural, de transformar l'esmentat Concurs en un nou esdeveniment cultural itinerant per estendre l'esforç de recuperació de la llengua i la cultura catalanes a tots els Països Catalans.
Les festes realitzades foren:
- 1969 - Ripoll
- 1970 - Montblanc
- 1971 - Granollers
- 1972 - Ponts
- 1973 - Tortosa
- 1974 - Figueres
- 1975 - Andorra
- 1976 - Castelló de la Plana
- 1977 - Vic
- 1978 - Prada del Conflent
- 1979 - Mallorca
- 1980 - Montserrat
- 1981 - Barcelona/Cantonigròs
- 1982 - Gràcia, Barcelona
- 1983 - Lleida
- 1984 - L'Alguer
- 1985 - Badalona
- 1986 - Menorca
- 1987 - Valls
- 1988 - Catalunya Nord
- 1989 - Paris
- 1990 - Eivissa
- 1991 - Cassà de la Selva
- 1992 - Tarragona
- 1993 - Barcelona

La festa de Barcelona de 1993 fou la vint-i-cinquena edició que, tal com ja havia passat amb el Concurs de Poesia de Cantonigròs, marcava una fita que exigia un canvi. El Secretariat Permanent de les Festes finí la seva tasca amb l'esperança 
| « | "que la cessació d'una activitat no fos un lloc d'arribada sinó de rellevament per a una partença més de les que, ara com ara, acordades als temps que vivim, la nostra llengua i la nostra cultura, de cap manera no s'haurien d'estalviar". | » |

(Joan Triadú i Font: Les Festes Fabra i allò que poden tenir d'incerta glòria. Dins Cultura, núm. 50, novembre 1993, p. 46-47)